# Windward Performance GosHawk
Die Windward Performance GosHawk ist ein zweisitziges Motorsegelflugzeug des US-amerikanischen Herstellers Windward Performance, das als Kit angeboten wird.

## Geschichte und Konstruktion
Die GosHawk wurde für den Green Flight Challenge 2011 für Flugzeuge mit Elektro-, Biosprit- und Hybridantrieb entworfen, allerdings nicht rechtzeitig fertiggestellt. Der freitragende Tiefdecker mit starrem Spornradfahrwerk hat stark gestreckte Tragflächen mit 2,5° V-Stellung, die modifiziert von der DuckHawk übernommen wurden, und ein Kreuzleitwerk mit gedämpftem Seiten- und Höhenruder. Die Einstiegstür befindet sich auf der linken Seite. Tragfläche und Leitwerk sind für Transport im Hänger, die Flächenenden für leichte Hangarierung demontierbar.
Das Flugzeug ist aus Prepreg-CFK gebaut. Verwendet werden Toray-T700-Kohlenstofffasern und als Stützstoff Diab Divinycell HP.
Als Motorisierung sind neben einem Elektromotor zwei Kolbenmotoren vorgesehen: ein Zweizylinder HKS 700E mit 56 PS oder ein Rotax mit 85 PS.

## Technische Daten
| Kenngröße              | GosHawk V | GosHawk SV | GosHawk VNX |
| ---------------------- | --- | --- | --- |
| Besatzung              | 1 + 1 | 1 + 1 | 1 + 1 |
| Länge                  | 21 ft (6 m) | 21 ft (6 m) | 21 ft (6 m) |
| Spannweite             | 50,83 ft (15 m) | 50,83 ft (15 m) | 50,83 ft (15 m) |
| Höhe                   | 4,55 ft (1 m) | 4,55 ft (1 m) | 4,55 ft (1 m) |
| Flügelfläche           | 86,6 ft² (8 m²) | 86,6 ft² (8 m²) | 86,6 ft² (8 m²) |
| Flügelstreckung        | 31 | 31 | 31 |
| Gleitzahl              | 40 bei 59 kn (109 km/h) (900 lb Startmasse) 38 bei 46 kn                                                                  | | |
| Geringstes Sinken      | 130 ft/min bei 46 kn | | |
| Leermasse              | 720 lb (327 kg) | | |
| Startmasse             | 1.200 lb (544 kg) | | |
| Flächenbelastung       | kg/m² | | |
| Mindestgeschwindigkeit | 42 kn | | |
| Reisegeschwindigkeit   | | | |
| Höchstgeschwindigkeit  | 120 kn (222 km/h) | 200 kn (370 km/h) | 225 kn (417 km/h) |
| Triebwerke             | - ein Elektromotor; 40 kW (optional 50 kW) oder - ein Kolbenmotor HKS 700E; 56 PS (41 kW) oder - ein Rotax; 85 PS (63 kW) | - ein Elektromotor; 40 kW (optional 50 kW) oder - ein Kolbenmotor HKS 700E; 56 PS (41 kW) oder - ein Rotax; 85 PS (63 kW) | - ein Elektromotor; 40 kW (optional 50 kW) oder - ein Kolbenmotor HKS 700E; 56 PS (41 kW) oder - ein Rotax; 85 PS (63 kW) |